# Yun Suk-young
Pour les articles homonymes, voir Yun.
Yun Suk-young, né le 13 février 1990, est un footballeur sud-coréen. Il évolue au poste de défenseur au Kashiwa Reysol. 
Il est médaillé de bronze aux Jeux olympiques d'été de 2012.